# 杜预
杜预（222年—285年），字元凯，京兆郡杜陵县（今陕西省西安市）人，曹魏末與西晋前期高级官员、军事家、经学家。
出于京兆杜氏，西汉御史大夫杜延年十一世孫，亦是襄阳杜氏先祖。

## 生平
司馬昭當政時，杜預娶了司馬昭妹妹高陸公主，官拜尚書郎，承襲其父杜恕原爵豐樂亭侯。四年後轉參相府軍事。景元四年（263年），鎮西將軍鍾會領兵討伐蜀漢，杜預當時以鎮西長史隨軍。次年鍾會在蜀漢故地意圖叛變，但因士兵譁變而失敗，所屬官吏很多都遇害，杜預因其機智才得以倖免，事後獲增邑。
西晉建立後，他在泰始年間曾任河南尹。泰始六年（270年），禿髮樹機能在隴右侵擾邊境，杜預獲任命為安西軍司，領兵三百和馬匹一百到長安，到後轉任秦州刺史，領東羌校尉、輕車將軍、假節。當時身為安西將軍和都督秦州諸軍事的石鑒命令杜預領兵進攻禿髮樹機能，杜預卻認為敵軍士氣高漲，馬匹健壯；相反晉軍路遠困乏，建議應該先行運送軍資和軍隊，到明年春季才可進攻。石鑒大怒，於是以「稽乏軍興」為由，派御史用檻車押送他到廷尉。隨後石鑒討伐禿髮樹機能，都不能攻克。

### 勢如破竹
當時司馬炎時常想計劃攻滅東吳以統一南北，但朝中大臣大多反對，唯有羊祜、杜預和張華支持。咸寧四年（278年），征南大將軍羊祜病重，推舉杜預代替自己都督荆州的位置。羊祜死後，杜預獲授鎮南大將軍、都督荊州諸軍事。他上任後做好戰爭的準備，並且點選精銳，大破東吳西陵督張政。張政因恥於被杜預突襲而大敗，因而沒有向孫皓報告，杜預離間邊將，送還俘虜給孫皓，令孫皓改以留憲任西陵督。不久杜預就上表伐吳，並於太康元年（280年）陳兵江陵，派參軍樊顯、尹林、鄧圭、襄陽太守周奇等率兵逆江西上，連破多個城池。又派周旨等人率八百奇兵襲擊要害之地樂鄉，並且張揚旗幟和在巴山起火，令東吳軍民震驚，及後杜預攻打江陵，江陵督伍延诈降意图袭击，被杜预识破斩杀，夺取江陵。王濬又殺東吳水軍都督陸景，東吳南方各州郡都相繼投降，杜預受命在零陵、桂陽等地鎮守。當時雖然屢次獲勝，但有人認為東吳不會太快被消滅，而春季開始水漲，不能長期駐兵，應當等待冬季再進攻。杜預卻說：「當日樂毅因膠西一戰而幾乎吞併強大的齊國，今天士氣已經振奮，好像破開竹子般（成語『勢如破竹』的由來），數節之後竹子就迎著刀刃裂開（成語『迎刃而解』的由來），再無阻礙了。」堅持要繼續進攻，又指授各軍方略，攻向建業。不久，王濬和王渾攻陷建業，孫皓投降，杜預因功受封當陽縣侯，增食邑至九千六百戶，又封兒子杜耽為亭侯，邑千戶，更賜八千匹絹。杜預留鎮江南。
太康五年閏十二月（285年），朝廷徵命杜預為司隸校尉，位特進。杜預在經過鄧縣時逝世，享年六十三歲。司馬炎甚為哀悼，追贈征南大將軍、開府儀同三司，諡成侯。

## 性格特徵

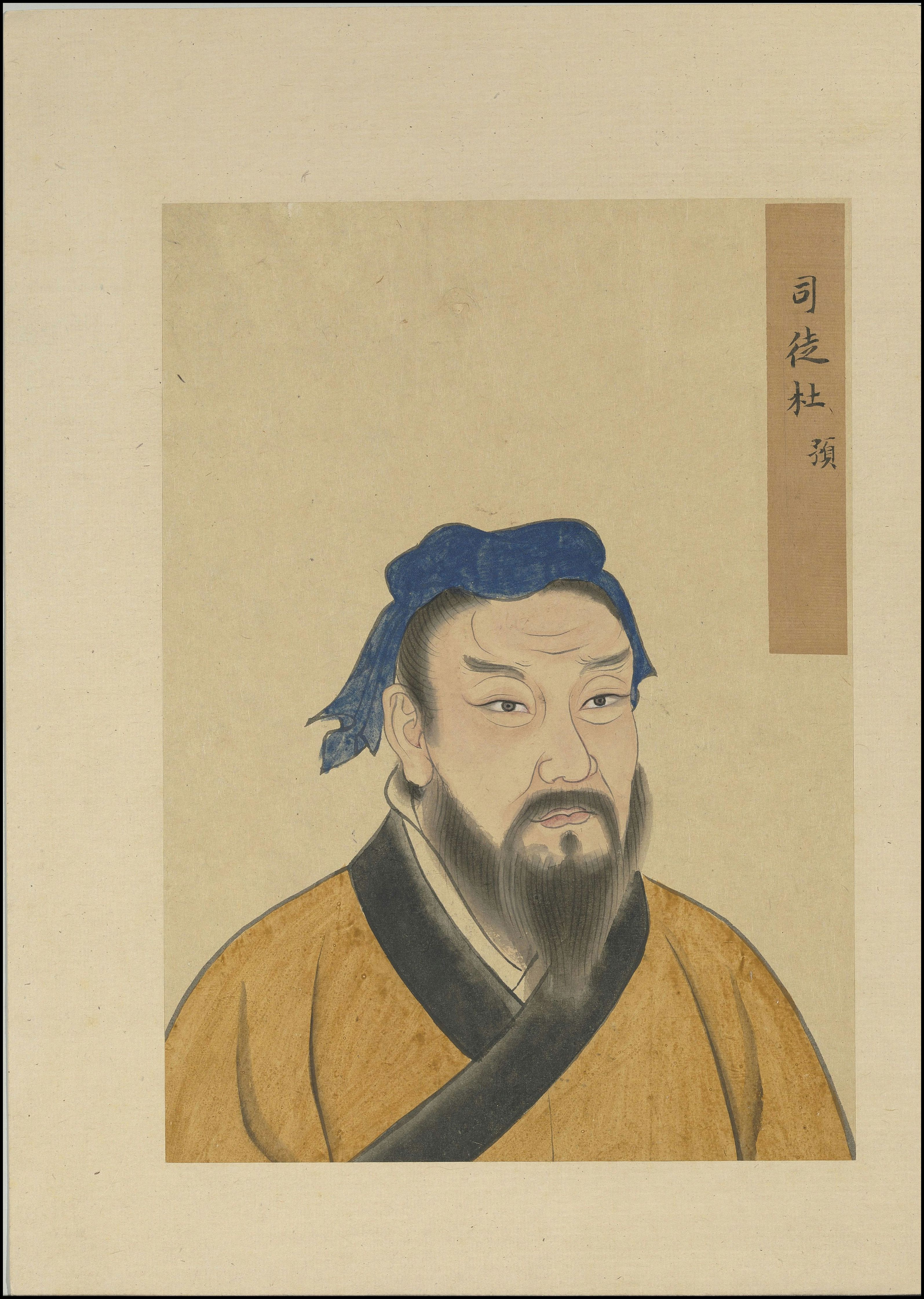
杜預

- 杜預博學多才，自稱「左傳癖」[3]，著有《春秋經傳集解》，《春秋盟會圖》、《春秋長曆》、《女記讚》等。
- 史稱杜預“身不跨馬，射不穿札”，顯然學者出身的杜預不擅長於武功。然西晉征吳大將羊祜於臨終前特別向晉武帝司馬炎舉薦杜預繼任，正是因為知道杜預深諳用兵之道，智謀淵博，擅長洞識亂象，能出奇制勝，最終果然領導晉軍平定東吳。
- 杜预又精于刑律、历法、水利，任度支尚書七年之間提出過很多有利的建議，改善人民生活又提高了國家財政收入。因其多才多能，时人称之为「杜武库」。

## 逸事
- 按《晉書》，杜預似乎與石鑒頗有嫌隙，如任河南尹時石鑒因舊恨而告發杜預令他被免職，在秦州對付禿髮樹機能時又因杜預不聽從他指揮而控告他，將他押送廷尉；及後討伐失敗，但訛稱戰功，被杜預揭發，成了仇家，還諠譁指責，令到二人都被免官。
- 杜預於閒暇時喜讀史書，並曾與多位史家討論切磋。杜预撰《春秋经传集解》，把《春秋》与《左传》合为一编，在唐朝成為標準讀本；清朝時，《左传》杜注被清儒評為“不臻古训”[4]，並对杜预人身攻击。[5]
- 《藝文類聚》及《太平廣記》載有一事，指杜預為荊州刺史，鎮守襄陽時，曾在居所內大醉獨嘔，被一小吏看到其化身為一條大蛇。[6][7]

## 陪祀文武
唐朝貞觀二十一年（647年），唐太宗李世民诏令杜预等二十一人祔祀在孔庙中。建中三年（782年），颜真卿请求祭祀武成王太公望，唐德宗李适诏令史馆考定可以祔祀在武庙中的人，共古今名将六十四人，杜预位列其一。杜预也成为历史上唯一在文庙和武庙中都受到祭祀的贤臣。

## 評價
- 嚴憲：「諺雲忍辱至三公。卿今可謂辱矣，能忍之，公是卿坐。」《晉書·列女傳》
- 高閭：杜預晉之碩學《魏書·禮志四之三第十二》
- 房玄齡：「昔之誓旅，懷經罕素。元凱文場，稱為武庫。」「杜預不有生知，用之則習，振長策而攻取，兼儒風而轉戰。孔門稱四，則仰止其三；《春秋》有五，而獨擅其一，不其優歟！夫三年之喪，雲無貴賤。輕纖奪於在位，可以興嗟；既葬釋於儲君，何其斯酷。徇以苟合，不求其正，以當代之元良，為諸侯之庶子，檀弓習於變禮者也，杜預其有焉。」《晉書·杜預傳》
- 崔致遠：元凱戰功。方掛美於峴山之頂《答浙西周寶司空書》
- 杜牧：「周有齊太公，秦有王翦，兩漢有韓信、趙充國、耿恭、虞詡、段熲，魏有司馬懿，吳有周瑜，蜀有諸葛武侯，晉有羊祜、杜公元凱，梁有韋睿，元魏有崔浩，周有韋孝寬，隋有楊素，國朝有李靖、李勣、裴行儉、郭元振。如此人者，當此一時，其所出計畫，皆考古校今，奇秘長遠，策先定於內，功後成於外。」《樊川文集·卷十》
- 杜甫：降及武庫，應乎虯精。恭聞淵深，罕得窺測，勇功是立，智名克彰。繕甲江陵，祲清東吳，建侯於荊，邦於南土。河水活活，造舟為梁。洪濤，莽汜，未始騰毒，《春秋》主解，膏隸躬親。《祭遠祖當陽君文》
- 郝經：杜預學識遠到，志力剛明，有古儒將之風，而德度弗連枯也。《續後漢書·杜預傳》
- 陳子龍：「自漢以後，文武漸分，然猶有虞詡、諸葛亮、周瑜、陸遜、司馬懿、羊祜、杜預、溫嶠、謝玄、韋睿、崔浩、李靖、裴行儉、郭元振、裴度、李德裕、韓琦、李綱、虞允文之徒奮策儒素建功閫外，為時宗臣。彼豈必有摶虎之力，射鵰之技哉？不過深明古今之事，能決機宜之便耳。」《安雅堂稿》
- 歐陽修：蓋元凱以其功，而叔子以其仁，二子所為雖不同，皆足以垂於不朽。《峴山亭記》

## 家庭

### 六世祖
- 杜度，东汉齐相[11]

### 祖父
- 杜畿，曹魏尚書僕射

### 父親
- 杜恕，曹魏幽州刺史

### 夫人
- 高陸公主，司馬昭妹妹，司馬懿第二女[12]

### 平輩
- 堂兄杜斌，西晉黃門郎，被趙王司馬倫所殺。[13]
- 堂弟杜植，嚴憲之子，官至南安太守。

### 兒子
- 杜錫，繼嗣，西晉官員，官至尚書左丞。
- 杜躋，杜預少子，新平太守。[14][15]
- 杜耽，獲封亭侯。永嘉時，避亂河西，仕前涼。[16][17]
- 杜尹，字世甫，杜預少子，晉弘農郡太守。[18]

## 游戏作品
- 《三国杀》

## 延伸阅读
[在维基数据编辑]
 在维基文库阅读此作者作品（ 在维基共享资源阅览影像）
 《晉書·卷034》，出自房玄齡《晉書》